# 上位神经元损伤
上运动神经元损伤是指脊髓前角细胞和脑神经运动核以上的锥体束受损，即锥体细胞或其轴突组成的锥体系受损。
表现为：
1. 随意运动障碍；
2. 肌张力增高，出现痉挛性瘫痪（硬瘫），原因是失去上运动神经元对下运动神经元的抑制作用，但是早期肌萎缩不明显（没有失去其下位神经的支配）；
3. 深反射亢进，因为深反射是由下运动神经元直接支配，而上运动神经元对其起抑制作用。浅反射消失或减弱，是因为上运动神经元损坏使反射弧不完整。
4. 病理反射，如babinski症，是由于下运动神经元失去控制引起的。